# Sahassa Malla
Sahassa Malla fou rei de Polonnaruwa (1200-1202). Era germà petit de Nissanka Malla i va deposar i succeir a la reina Lilavati.
Al cap de dos anys de govern tranquil fou deposat pel cap de l'exèrcit Ayasmanta, que va posar al tron nominalment a la vídua del rei Nissanka Malla, Kalyanavati, conservant per a si mateix el poder efectiu del regne.